# Clypeolabus lamellatus
Clypeolabus lamellatus är en stekelart som beskrevs av Heinrich 1974. Clypeolabus lamellatus ingår i släktet Clypeolabus och familjen brokparasitsteklar. Inga underarter finns listade i Catalogue of Life.